# 산피에트로섬

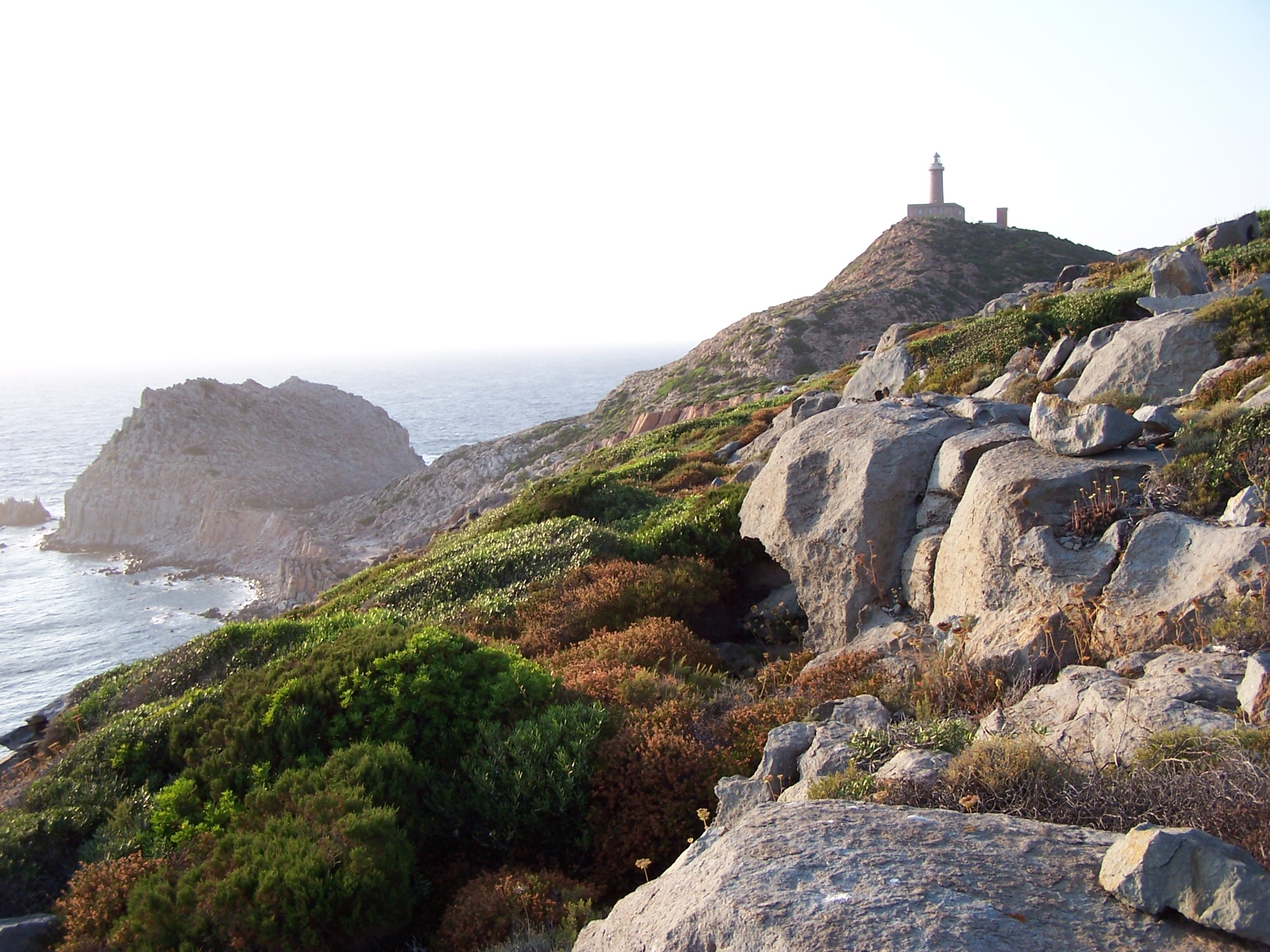

산피에트로섬(San Pietro Island)은 이탈리아 사르데냐의 해안에서 남서쪽으로 약 7킬로미터 떨어진 섬이다. 면적은 51제곱 킬로미터이며 면적 면에서 이탈리아에서 6번째로 큰 섬이다. 주민 수는 약 6,000명으로 대부분이 어업에 종사한다. 수드사르데냐도에 속한다. 지명은 베드로의 이름을 따서 지어졌다.
이 섬은 화산섬이다. 암석은 신생대를 기점으로 하며 현무암, 데이사이트, 유문암을 포함한다.

## 같이 보기
- 타바르카